# Agrupación Nacional Putos Peronistas
Putos Peronistas (PP) es una agrupación política y social argentina integrada por personas homosexuales, travestis y trans de ideología peronista.
Nació en junio del año 2007 en las afueras de González Catán, La Matanza, Buenos Aires y debe su nombre a una reapropiación de un epíteto negativo. Su logo toma como base el símbolo de la P encima de la V (de Perón vuelve), pero le agrega otra letra P para formar la sigla de Putos Peronistas. Dicen representar al puto común y corriente en contraposición al gay de clase alta que suele aparecer en muchos medios de comunicación, y sostienen que el puto es peronista y el gay es gorila. 
La creación de la Agrupación Nacional Putos Peronistas fue una idea de Matías Alozent, quien militaba en la Juventud Peronista, aunque como primer antecedente puede mencionarse que en un acto brindado por el entonces presidente Héctor Cámpora el 25 de mayo de 1973, la organización Frente de Liberación Homosexual dirigida por el periodista y escritor Néstor Perlongher, mostró un cartel con la leyenda Los putos con Perón.

## Ideología
Afirman que los homosexuales de los barrios humildes cargan con una doble condena: primero por su condición sexual y segundo por su condición social. Se mostraron por primera vez en público en la Marcha del Orgullo Gay de Buenos Aires de 2007, que se celebró el 17 de noviembre, coincidiendo con el día del primer regreso de Juan Domingo Perón a la Argentina en 1972.
y tienen una bandera con la inscripción «Tortas, travestis, trans y putos del pueblo».
Editan una revista llamada La Paquito, en honor a Paco Jamandreu (1925-1995), el modisto de Eva Perón, por haber sido una persona que vivía con pasión el peronismo y la homosexualidad.

## Película
- Putos Peronistas: cumbia del sentimiento es un documental realizado entre 2007 y 2011 y estrenado en mayo de 2012 que narra la historia de la agrupación. Dirigido por Rodolfo Cesatti, muestra la génesis, el crecimiento del grupo militante atravesando los últimos cuatro años de vida política argentina, y cómo el peronismo puede llegar a distintos grupos sociales sin discriminación alguna.

La película se inició casi sin fondos, apenas con lo que podía recolectar la agrupación y, principalmente, los aportes del propio director que lo encaró como un hobby o como una inversión personal. Con los avances en la producción se consiguió el aval y sostén del INCAA. Tras unas primeras proyecciones con público reducido, participó del festival Libercine y Derhumalc (Festival de Derechos Humanos Latinoamericano) y fue una de las piezas destacadas por los espectadores y los organizadores.